# Idioma proto-trans-neoguineano
El proto-trans-neoguineano es la protolengua reconstruida ancestral de las Lenguas trans-neoguineanas. Malcolm Ross y Andrew Pawley han propuesto reconstrucciones.

## Fonología
El proto-trans-neoguineano se reconstruye con un típico inventario papú simple: cinco vocales, /i e a o u/, tres fonaciones de oclusivas en tres lugares, /p t k, b d ɡ, m n ŋ/ (Andrew Pawley reconstruye la serie sonora como prenasalizadas /mb nd ŋɡ/), más una africada palatal /dʒ ~ ndʒ/, la fricativa /s/, y las aproximantes /l j w/. Las sílabas suelen ser (C)V, siendo posible CVC al final de las palabras.  Muchas de las lenguas tienen sistemas de tono restringido.
|                      | bilabial | apical | palato- alveolar | palatal | velar |
| -------------------- | -------- | ------ | ---------------- | ------- | ----- |
| Oclusivas            | p        | t      |                  |         | k     |
| Oclusivas prenasales | ᵐb       | ⁿd     | ᶮʤ               |         | ᵑg    |
| nasales              | m        | n      |                  | ɲ       | ŋ     |
| fricativas           |          | s      |                  |         |       |
| laterales            |          | l      |                  |         |       |
| Semivocales          | w        |        |                  | j       |       |
Las vocales proto-trans-neoguineanas se reconstruyen con un sistema de cinco vocales frecuente en varias lenguas:
|              | Anteriores | Centrales | Posteriores |
| ------------ | ---------- | --------- | ----------- |
| Cerradas     | i          |           | u           |
| Semicerradas | e          |           | o           |
| Abiertas     |            | a         |             |

## Morfología
Los estudios agrupan a Madang, Finisterre-Huon y Kainantu-Goroka como parte de un grupo más grande del noreste de Nueva Guinea (NENG) sobre la base de evidencia morfológica, como sufijos verbales mutuamente reconstruibles que marcan el tema:: 147–148 
Sufijos verbales de marcado de sujeto del Proto-Noreste de Nueva Guinea
|             | singular | dual     | plural         |
| ----------- | -------- | -------- | -------------- |
| 1ra persona | *-Vn     | *-u(l,t) | *-un, *-i      |
| 2da persona | *-an     | *-i(l,t) | *-ai, *-i, *-a |
| 3ra persona | *-a, *-i | *-i(l,t) | *-ai           |
Comparación de reconstrucciones de sufijos verbales que marcan el sujeto.
|       | proto-Northeast New Guinea | protomadang | Protofinisterre-huon | Protokainantu-goroka | proto-trans-neoguineano (tentativo) |
| ----- | -------------------------- | ----------- | -------------------- | -------------------- | ----------------------------------- |
| 1sg   | *-Vn                       | *-in        | ?                    | *-u                  | *-Vn                                |
| 2sg   | *-an                       | *-an,*-i    | *-an                 | *-an                 | *-Vn                                |
| 3sg   | *-a,*-i                    | *-a,*-an    | *-a,*-i              | *-ai,*-i             | *-a,*-i                             |
| 1du   | *-u(l,t)                   | -*-u(l,t)   | *-u(l,t)             | *-ur                 | *-u(l,t)                            |
| 2/3du | *-i(l,t)                   | *-i(l,t)    | *-i(l,t)             | ?                    | *-i(l,t)                            |
| 1pl   | *-un,*-i                   | *-un        | *-un                 | *-un                 |                                     |
| 2/3pl | *-ai,*-i,*-a               | *-ai,*-i    | *-e,*-i              | *-a                  |                                     |

### Pronombres
Ross reconstruye el siguiente paradigma pronominal para proto-trans-neoguineano, con *a~*i ablaut para singular~no singular:
| Yo      | *na        | nosotros | *ni |
| tú      | *ga        | tú       | *gi |
| él/ella | *(y)a, *ua | ellos    | *i  |
Hay una forma relacionada pero menos comúnmente atestiguada para 'nosotros', *nu, así como una *ja para 'tú', que Ross especula que pudo haber sido una forma educada.  Además, había sufijos dual *-li y *-t, y un sufijo plural *-nV, (es decir, n   más una vocal), así como los sufijos de número colectivo *-pi- (dual) y *-m- (plural) que funcionaban como nosotros inclusivo  cuando se usa en primera persona. (Sin embargo, los reflejos de los sufijos colectivos se limitan geográficamente a las tierras altas centrales y orientales, por lo que es posible que no sean tan antiguos como el proto-trans-neoguineano).